# Szotkowice
Szotkowice (niem. Schottkowitz) – część miasta Jastrzębie-Zdrój, w granicach sołectwa Moszczenica. 
Szotkowice leżą nad północnym brzegiem rzeki Szotkówki, na południowy zachód od Moszczenicy, na zachodnim krańcu miasta przy granicy z gminą Godów. Pobliską miejscowością jest Skrzyszów. 
Szotkowice były dawniej częścią Skrzyszowa oraz należały do Wodzisławskiego Państwa Stanowego.